# Paramonacanthus nematophorus
Paramonacanthus nematophorus är en fiskart som först beskrevs av Günther 1870.  Paramonacanthus nematophorus ingår i släktet Paramonacanthus och familjen filfiskar. Inga underarter finns listade i Catalogue of Life.